# Pallikaranai
Pallikaranai (o Pallijkarani) è una suddivisione dell'India, classificata come town panchayat, di 22.503 abitanti, situata nel distretto di Kanchipuram, nello stato federato del Tamil Nadu. In base al numero di abitanti la città rientra nella classe III (da 20.000 a 49.999 persone).

## Società

### Evoluzione demografica
Al censimento del 2001 la popolazione di Pallikaranai assommava a 22.503 persone, delle quali 11.627 maschi e 10.876 femmine. I bambini di età inferiore o uguale ai sei anni assommavano a 2.838, dei quali 1.487 maschi e 1.351 femmine. Infine, coloro che erano in grado di saper almeno leggere e scrivere erano 16.574, dei quali 9.270 maschi e 7.304 femmine.